# SuicideGirls
SuicideGirls è un sito web che propone fotografie softcore e profili testuali di ragazze di stile dark, punk, indie e alternativo in generale (nonostante si rifacciano spesso anche a stili che richiamano ai modelli di pin-up anni quaranta e cinquanta), note come "Suicide Girls". Il sito funziona anche come una comunità virtuale con profili utenti, gruppi tematici e forum di discussione, e propone inoltre interviste a importanti personaggi della cultura popolare e alternativa. L'accesso alla maggior parte del sito richiede un'iscrizione a pagamento.

## Storia
Il concept ed il sito SuicideGirls furono creati dai soci fondatori della società madre, SG Services Inc., Sean (Sean Suhl) e Missy Suicide (Selena Mooney) alla fine del 2001, con sede in Portland (Oregon). Nel 2003 il quartier generale del sito si spostò a Hollywood (Los Angeles). Suhl e Mooney dichiararono di aver aperto il sito "semplicemente per vedere delle belle ragazze punk nude". Mooney ha anche dichiarato che lo scopo del sito è quello di dare alle donne il pieno controllo su come debba essere rappresentata la propria sessualità. A Mooney e Suhl si sono poi aggiunti due altri soci, ovvero Steve Simitzis (amministratore del server), e sua moglie Olivia Ball (ex-programmatrice e webmaster del sito, nonché ex-Suicide Girl), che però dal 2006 non appare più tra i componenti dello staff. L'enorme successo di SuicideGirls ha ispirato molti siti di tematiche analoghe.

## Il nome
La paternità del termine suicide girl è attribuita a Chuck Palahniuk, autore del romanzo Fight Club che ha ispirato l'omonimo film. Lo scrittore ha usato questo termine in uno dei suoi romanzi: Survivor. Il termine era stato poi adottato dai creatori del sito per definire ragazze che non possono essere inquadrate in una corrente di pensiero né in base al tipo di musica che ascoltano.
Mooney conferma questa versione, dove aggiunge altri dettagli. Mooney dichiara anche che se avesse avuto idea della popolarità che il sito avrebbe raggiunto, avrebbe pensato al nome dello stesso più di quanto non avesse fatto all'epoca: con la fama, il sito ha infatti ricevuto pesanti critiche per il nome che sembrava potesse rappresentare una sorta di apologia del suicidio. In quanto marchio del sito e dei relativi merchandising ed eventi, la scrittura corretta del termine "SuicideGirls" è senza spazi, in un'unica parola. Le ragazze, invece, vengono generalmente definite "Suicide Girls".

## Le Suicide Girls

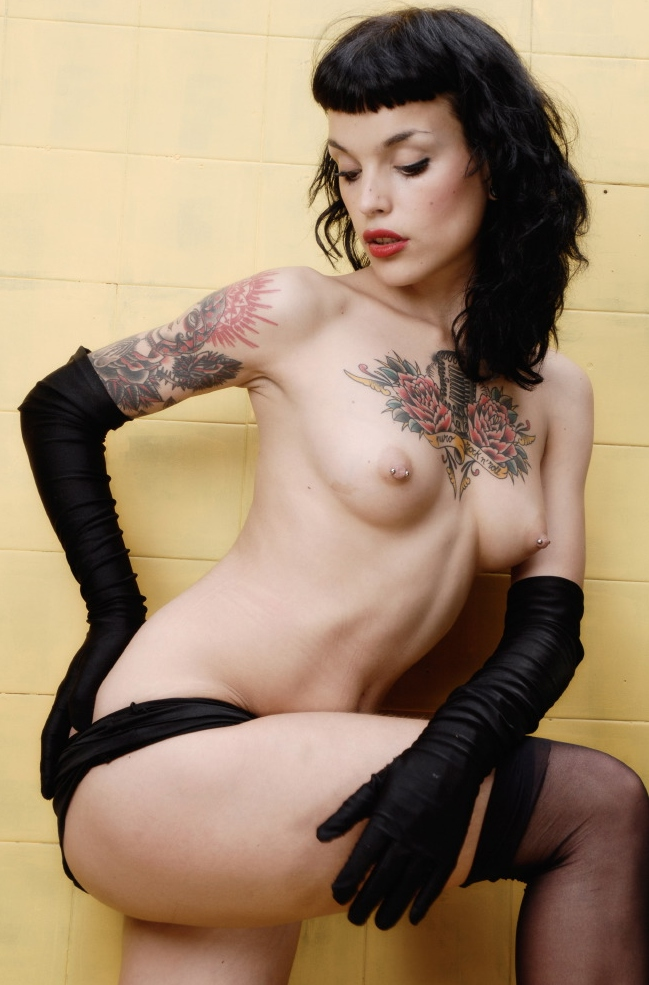
Irenella, una delle numerose modelle con tatuaggi e piercing

Il sito non fa scouting per ricercare le proprie modelle, ma dichiara di selezionare tra circa 1000 richieste di diventare Suicide Girls inviate da ragazze di tutto il mondo ogni settimana, accettandone generalmente una al giorno. All'agosto del 2014 le Suicide Girls erano circa 2 629, sebbene molte fossero ormai ritirate dal sito, inattive, e nonostante soltanto alcune decine di esse fossero, di fatto, supportate e "sponsorizzate" dallo staff.
La maggior parte delle ragazze ha un look non convenzionale, basato su capelli colorati e dreadlocks, piercing e/o tatuaggi, anche se non è vera la voce secondo cui si debba necessariamente essere tatuate per posare per il sito. Di fatto, l'importante resta rappresentare un'immagine alternativa, una bellezza ed un pensiero non convenzionali. Le ragazze sono rappresentate da servizi fotografici professionali o meno, oltre che da blog scritti da esse stesse, spesso aggiornati coi loro pensieri, aneddoti, fotografie, e qualsiasi cosa vogliano aggiungere.
I temi dei servizi fotografici sono completamente decisi dalle ragazze stesse (così come la loro frequenza di uscita, seppur mediata dalle esigenze "editoriali" del sito), e rappresentano generalmente un ritratto di bellezza alternativa, un omaggio all'immaginario delle pin-up classiche, delle allegorie o delle simbologie che richiamano alla loro cultura, o citazioni dei loro artisti preferiti. Ogni set fotografico comprende del nudo, dal seno alle parti genitali, che fanno del sito anche un portale soft porno.

## Popolazione del sito
SuicideGirls dichiara che il 43% dei membri paganti del sito sono donne (cosa che sarebbe atipica per un sito erotico ordinario), e che la visione delle foto rappresenti soltanto il 20% del traffico del sito. I membri sono generalmente attivi nell'organizzare incontri ed eventi nella vita reale, e la società SG stessa supporta diversi di questi eventi. Una recente intervista con Suhl rivela che la maggior parte dei profitti del sito deriva dal merchandising, invece che dall'iscrizione a pagamento.
Joanna Angel ha definito SuicideGirls come "il McDonald's dell'alt porn".

## SuicideGirls e i media

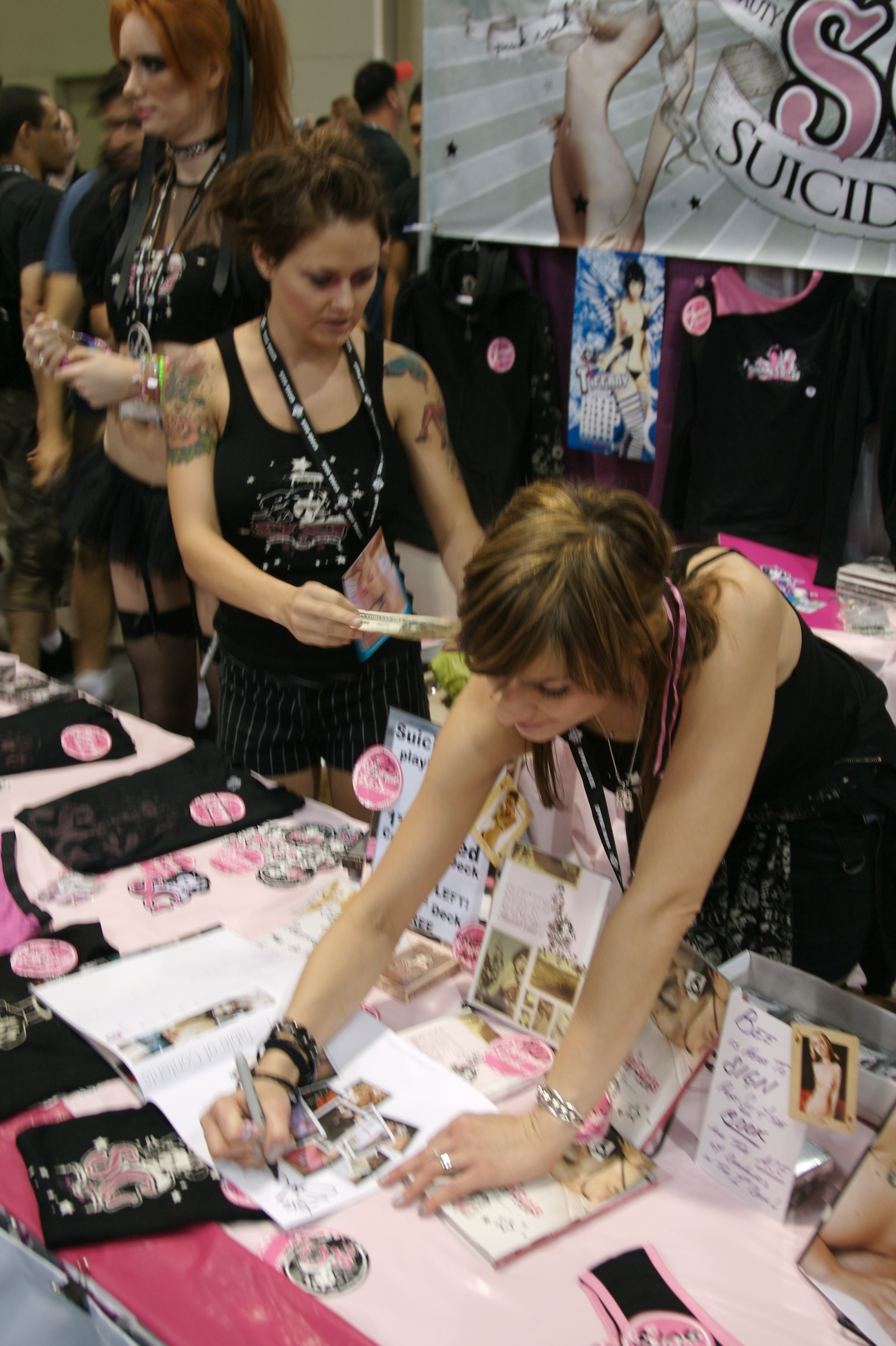
Samia Doumit firma il libro delle Suicide Girls al San Diego Comic-Con 2007

Opinioni positive relative al sito di SuicideGirls sono apparse su Rolling Stone, Wired Magazine, The New Yorker ed altri importanti riviste; il sito stesso (con alcune delle proprie ragazze) è stato a sua volta protagonista di un recente episodio di CSI: NY, e gli sono stati dedicati special sui canali americani HBO, ABC, G4 e soprattutto MTV, il cui target si sovrappone a quello del sito.
La musicista rock Courtney Love è membro del sito, oltre ad aver portato diverse Suicide Girls con sé durante un'apparizione su MTV. Sessantasei Suicide Girls sono apparse nel videoclip dei PROBOT Shake Your Blood.
Ci sono molte altre celebrità tra gli iscritti al sito, e persino tra i fotografi (Dave Navarro) o tra le modelle stesse (Zia McCabe del gruppo The Dandy Warhols).
Il sito produce anche DVD, libri, riviste, e gestisce un burlesque show (che ha anche aperto il tour dei Guns N' Roses del 2006) avente per protagoniste diverse Suicide Girls.
Nel 2004 SuicideGirls ebbe anche una breve partnership con la rivista Playboy, che proponeva regolarmente le Suicide Girls sul proprio sito.